# Via en Bro
Via en Bro (Zweeds: Via och Bro) is een småort in de gemeente Hudiksvall in het landschap Hälsingland en de provincie Gävleborgs län in Zweden. Het småort heeft 108 inwoners (2005) en een oppervlakte van 36 hectare. Eigenlijk bestaat het småort uit twee plaatsen: Via en Bro.